# Creșterea punctului de fierbere

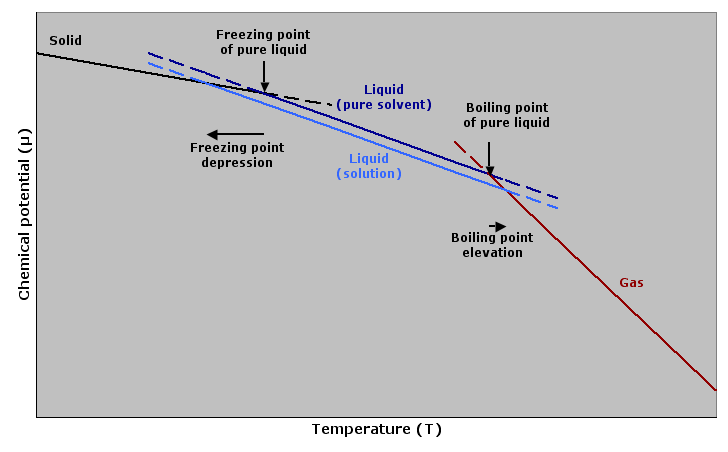
Variația de potențial chimic a unui solvent la adăugarea unui solut ajută la explicarea fenomenului de creștere a punctului de fierbere.

Creșterea punctului de fierbere sau elevația ebulioscopică este o proprietate coligativă și descrie fenomenul de creștere al punctului de fierbere al unui lichid sau solvent la adăugarea în soluție a unui alt compus solid. Altfel spus, o soluție va prezenta un punct de fierbere mai mare comparativ cu solventul pur. 
Teoria este valabilă pentru adăugarea oricărui solut nevolatil, precum o sare, la un solvent pur, precum apa. Măsurarea punctului de fierbere în acest scop se poate realiza cu un ebulioscop sau ebuliometru.